# アドリアン・ドーザ
アドリアン・ドーザ（Adrien Dauzats、1804年7月16日 - 1868年2月18日）は、フランスの画家、イラストレーター、版画家である。19世紀前半に中東を旅し、中東の風景を描いたことや、スペイン、フランスの風景を描いたことで知られている。

## 略歴
ボルドーで生まれた。父親はボルドーの劇場の舞台美術家だったとされる。アンジェの工芸学校（École des Arts et Métiers）で学び、展覧会に風俗画や室内がを出展を始めた。
1829年ころにドーザは、劇作家で旅行作家のイシドール・テイラー（Isidore Taylor: 1789-1879）の中東の旅に記録画家として同行した。フランスに帰化したイギリス人の父親を持つテイラーは1825年にフランス国王シャルル10世によって貴族に叙せられ、ルイ・フィリップのために美術品を収集する仕事をしていて、この旅はテーベのオベリスクの購入を交渉をする任務も担っていた。1830年に半年ほど交渉は行われた。ドーザはテーベやカイロ、ナイル川の渓谷、シナイ、パレスチナ、シリアを訪れ、ヤッファ、エルサレム、ジェリコ、サン・ジャン・ダクル(Saint-Jean-d'Acre)、パルミラ、バールベックも訪れた。ドーザの描いた絵を版画にして挿絵にしたテイラーの中東旅行記は1830年代終わりに出版された。
オリエンタリズムの画家として活動するようになり、中東旅行の後、小説家のアレクサンドル・デュマ・ペールと共著で『シナイ半島の１5日（Quinze Jours au Sinaï）』を出版した。
ルイ・フィリップの王子、フェルディナン・フィリップの腹心のアドルフ・アスリーヌ（Adolphe Asseline）と親しかった。1830年からのフランス軍のアルジェリア侵略の間に、アルジェリアを訪れ、フェルディナン・フィリップが率いたフランス軍の活動を描いた。
1831年に設立された南フランス考古学協会（ Société archéologique du Midi de la France ）の会員になった。1835年にイシドール・テイラーとスペインを訪れ、版画家のファラモン・ブランシャール（Pharamond Blanchard: 1805–1873）と知り合い、ブランシャールからスペインの芸術家の一族、マロドーソ家に紹介され1837年までスペインに滞在し、スペインの画家とも知り合った。1830年代にはテイラーが出版したフランスの名所図集「Voyages pittoresques et romantiques dans l'ancienne」の挿絵も描いた。
1837年にレジオンドヌール勲章（シュバリエ）を受勲した。1856年にはスペインのカルロス3世勲章も受勲した。
1856年にパリで没した。

## 作品

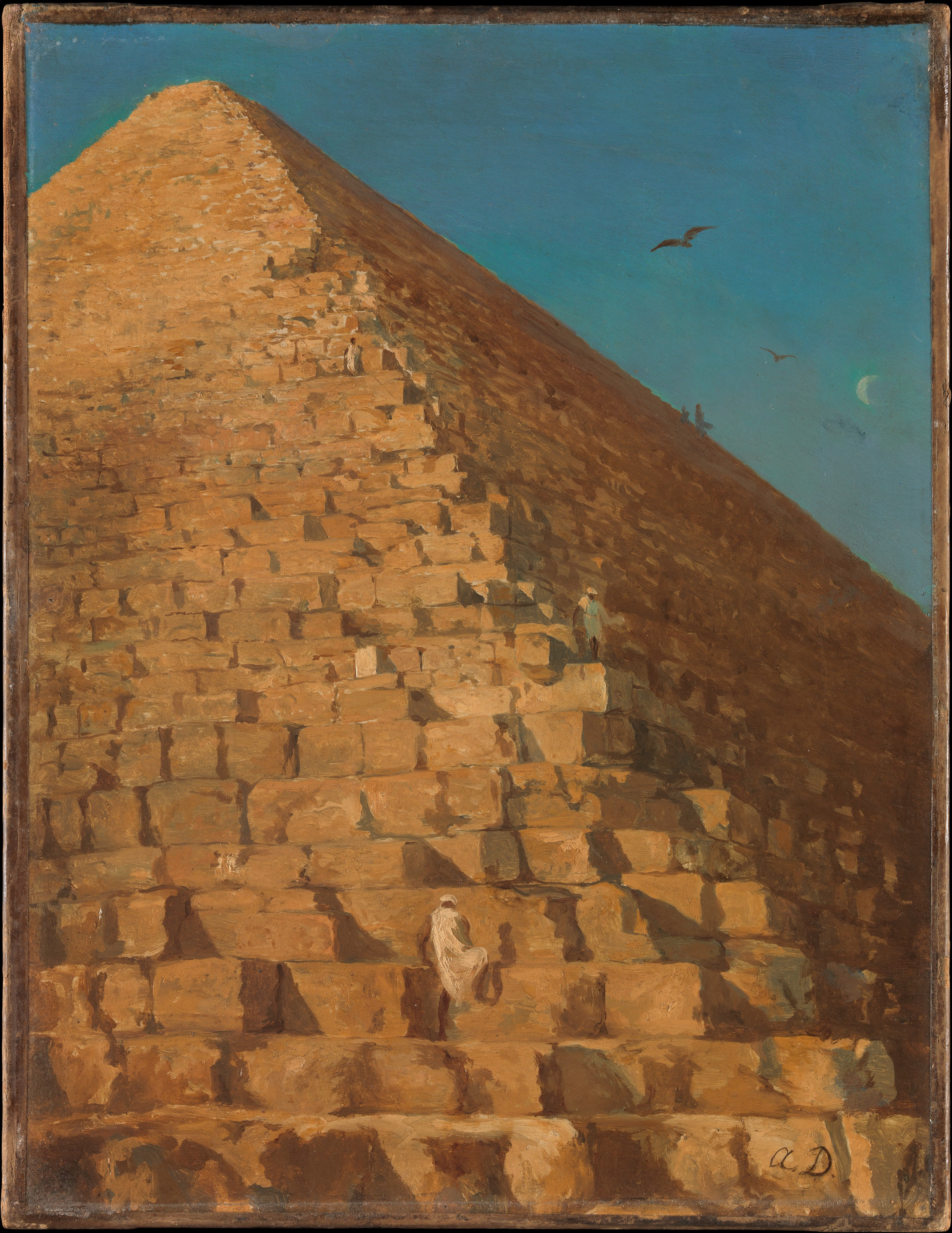
ギザの大ピラミッド (1830/1839) メトロポリタン美術館
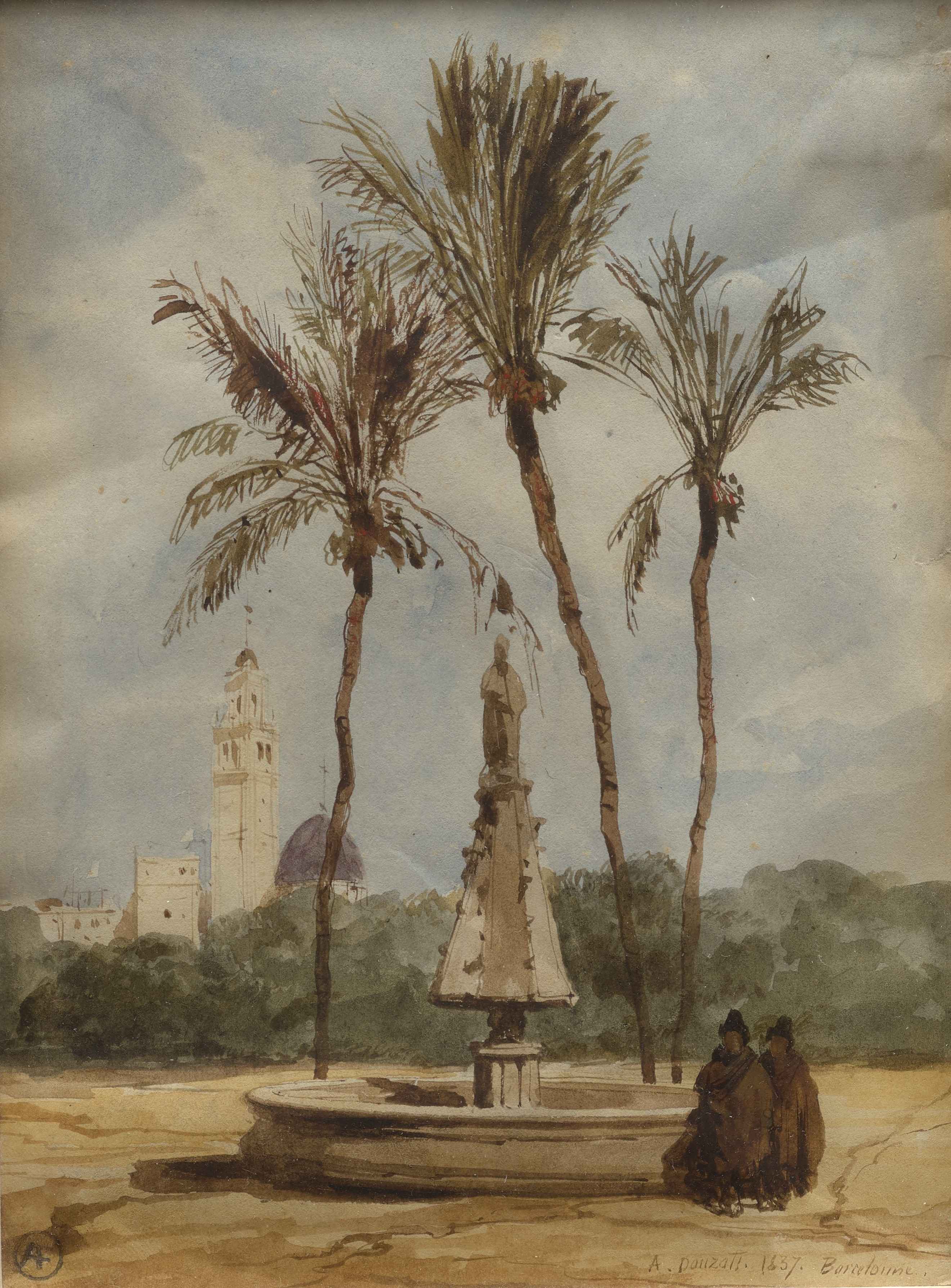
スペイン海岸の街 (1837) ダラス美術館
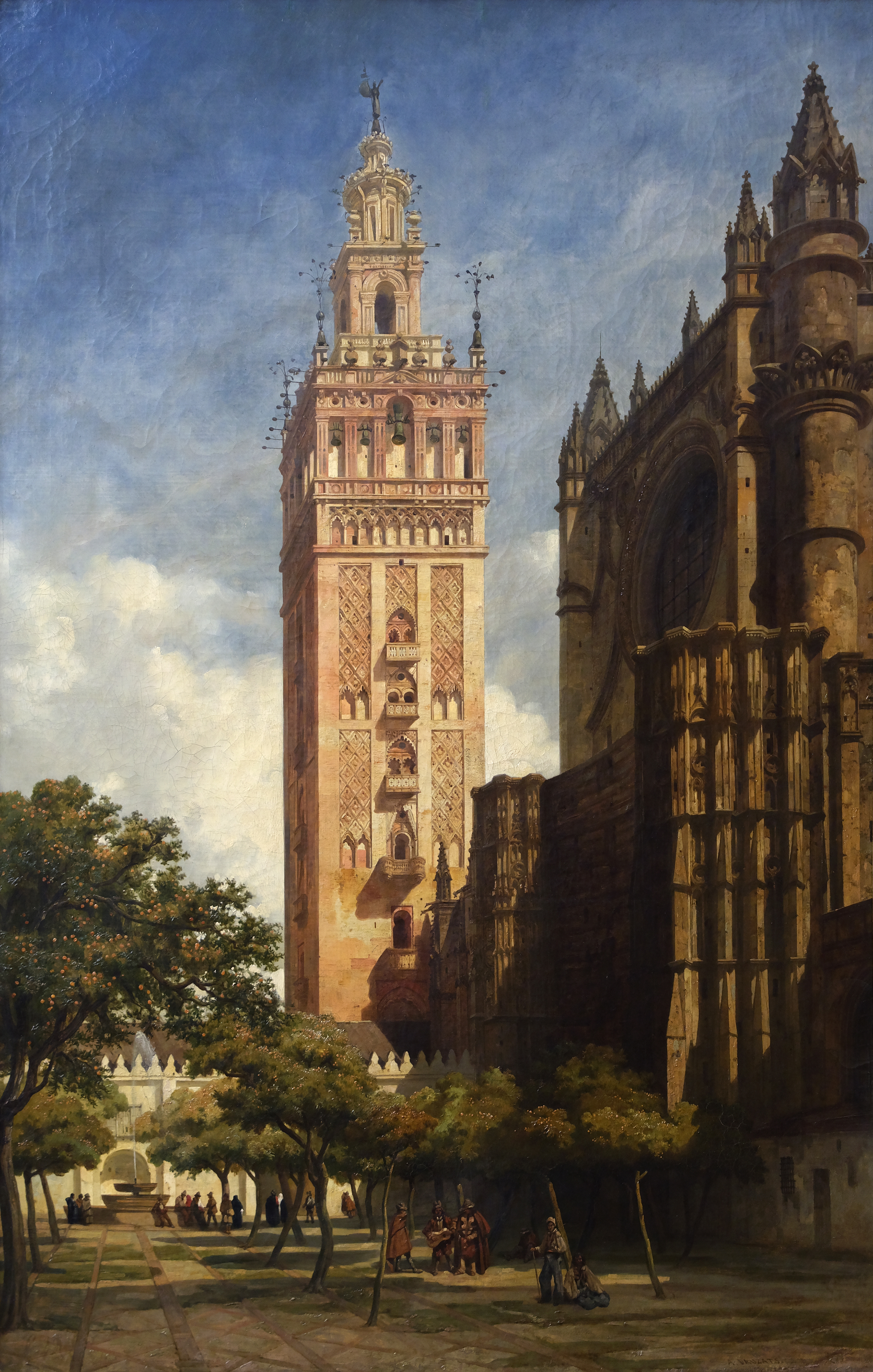
セビリアのヒラルダの塔 (c.1839)
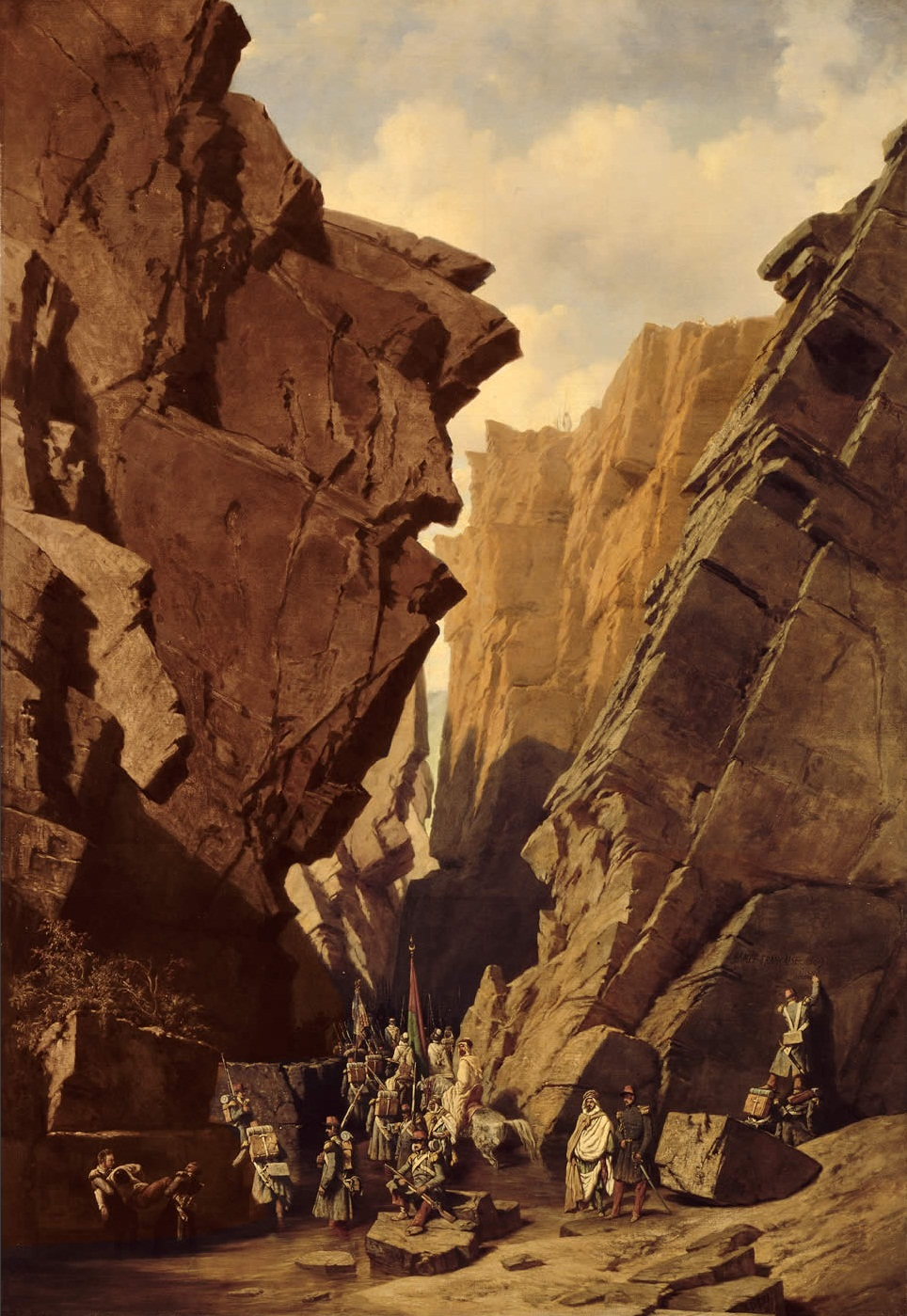
アルジェリアの兵士たちのいる風景(1840) オルレアン美術館

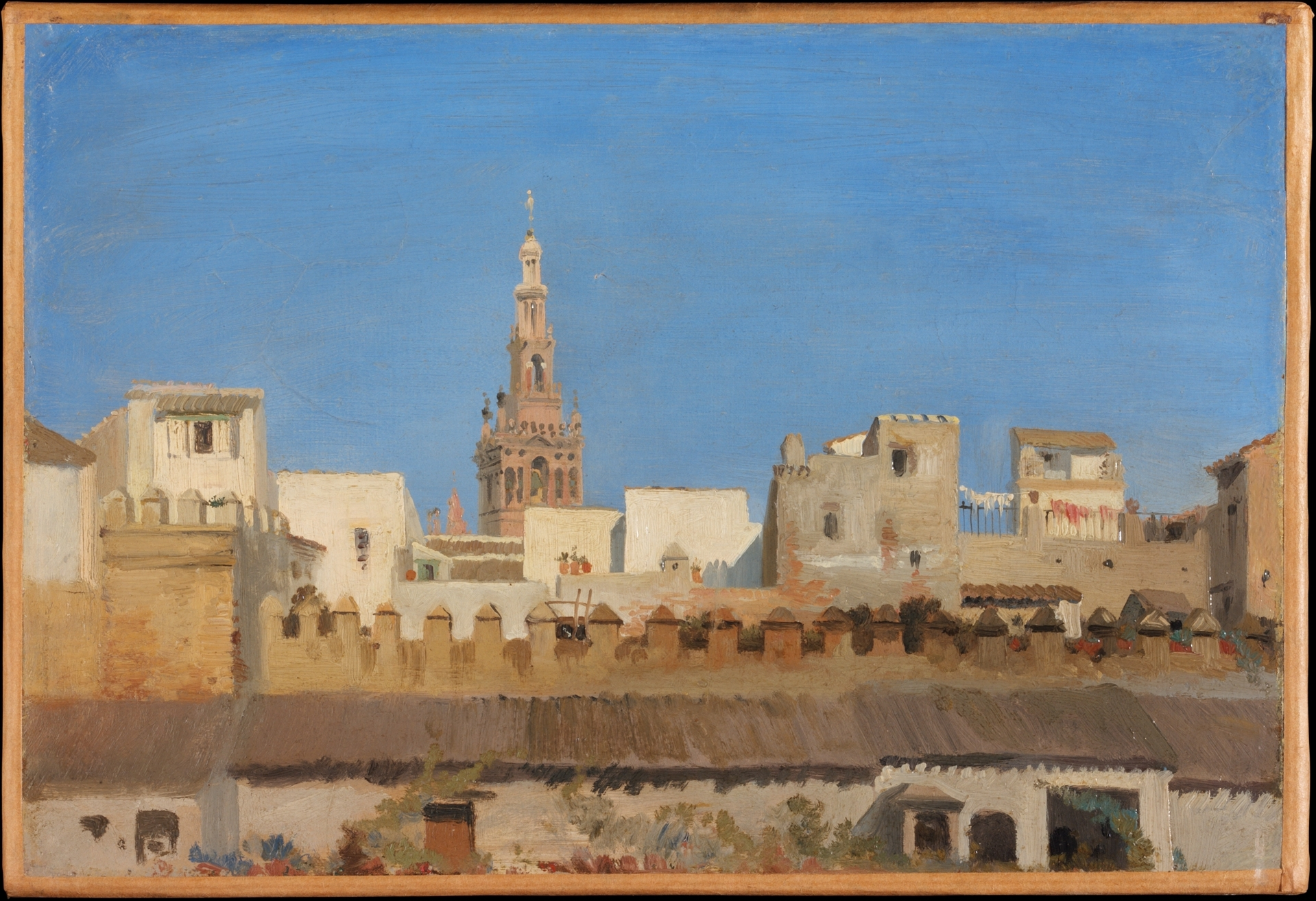
スペインの風景
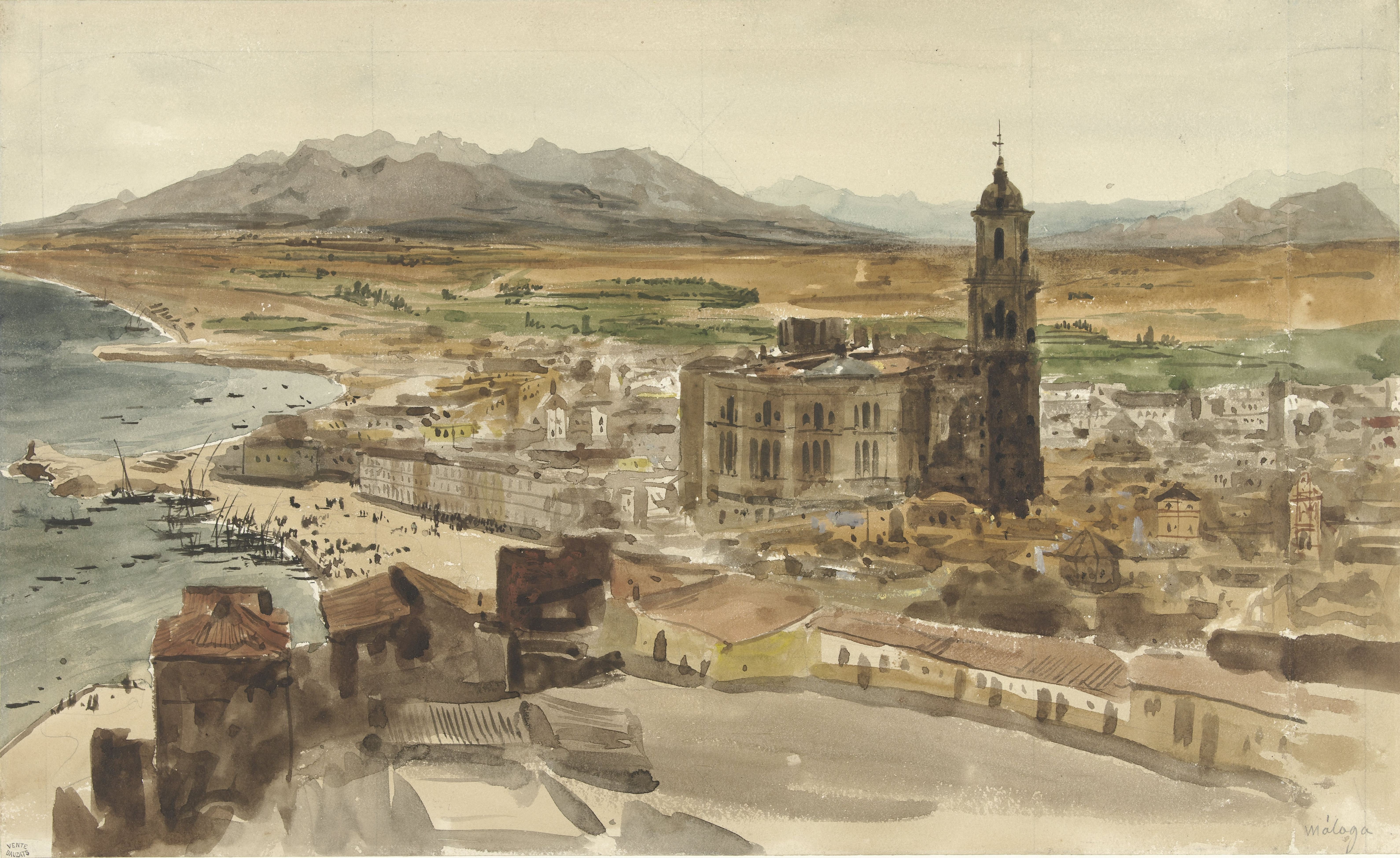
スペインのマラガの風景
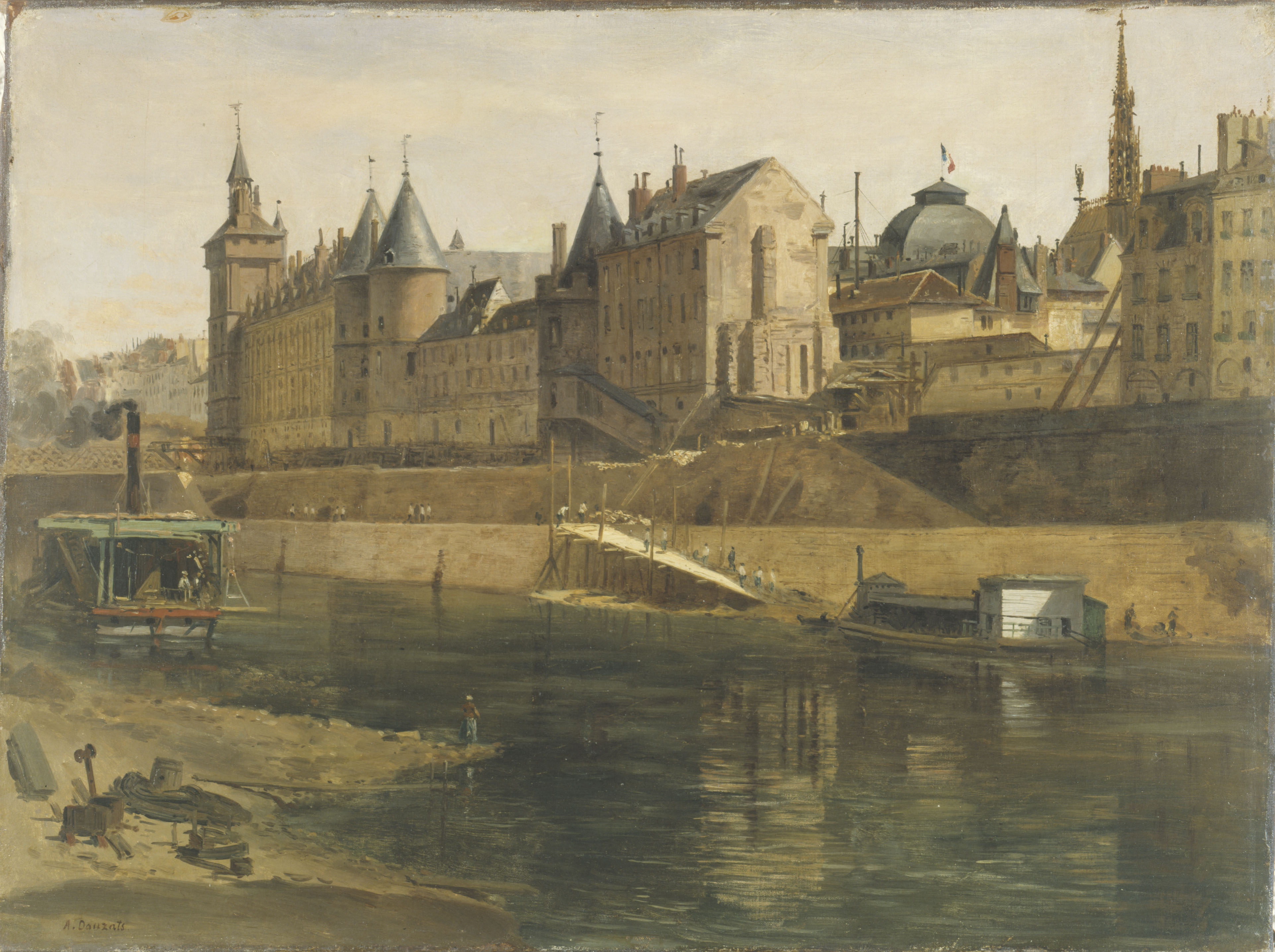
パリ、コンシェルジュリーの風景